# Ноемврийски пленум на ЦК на БКП (1989)
Ноемврийският пленум на ЦК на БКП, наричан по-точно Десетоноемврийски пленум, е заседание от 10 ноември 1989 г., на което Централният комитет на Българската комунистическа партия освобождава Тодор Живков от най-високата длъжност в партията (и фактически в държавата) – генерален секретар, която той заема в продължение на 35 години.

## Значение
Тази дата се възприема като начало на прехода на България към демокрация и пазарна икономика, въпреки че еднопартийната система на БКП (която продължава да е единственият ръководен фактор в държавата) е премахната едва на следващата година, а първите реални икономически реформи са предприети 15 месеца след пленума.
Десетоноемврийският пленум е определян като преврат (Желю Желев) или като „конституционна смяна“ на държавното ръководство (Костадин Чакъров). а заедно с последвалите събития е наричан и „тихата революция“.

## Предходни събития
С идването на Михаил Горбачов на власт в Съветския съюз започва процес на перестройка. Това оказва въздействие и върху останалите социалистически страни, които са членове на Организацията на Варшавския договор и Съвета за икономическа взаимопомощ. България, не без основание сочена за един от най-верните на СССР съюзници по онова време, също обявява курс към преустройство на съществуващата в страната обществено-политическа и икономическа система.
В България Тодор Живков констатира в различни изказвания, че досегашната система не успява да отговори на нуждите от промяна на тогавашното общество („ние имаме работа с недоразвито общество“, „Социализъмът е едно недоносче“) и се начертава рамка на ново обществено устройство – демократично начало на държавата („отива се на принципно ново, където държавата не е главният фактор, а главният фактор са хората“, „очевидно демократизъма и гласността ще вземат широки размери, но когато хората разберат какво работят и какво получават“). Икономическата рамка също се променя („онова съдържание, което се съдържа в западните фирми, концерни, напълно нас ни удовлетворява и без него ние не можем да разгърнем фирмената организация“, „без конвертируемост на нашата валута ние не можем да вървим напред“) от държавно планиране към елементи на частно стопанство („частна практика на всички лекари в свободното време“). За целта се предвиждат промени в конституцията и държавното устройство („отива се към деполитизиране на икономическите отношения и търговските отношения“, „народното събрание, нова конституция, нов устав“). Отчита се трудността на начинанието („Обстановката е изключително тежка. Ще бъде тежка поне година, година и половина, може би две“... „За една страна, малка като България, едно разтърсване... ще бъде фатално“).
При Горбачов и поетия от него курс за самостоятелност на съюзниците, за първи път, откакто Живков е начело, се появяват различия между него и съветски ръководител. Различията взимат връх, когато Горбачов не одобрява прозападния курс на развитие, начертан в Юлската концепция от 1987 г., която залага опити за въвеждане на пазарни механизми и ограничена демокрация, където БКП да не е главен субект на властта. Относно неодобрението на прозападния курс през 1989 г. по-късно Горбачов се изказва противоречиво, че „всичко опира до пазара, до свободното движение на стоки и капитали“, но „И у нас, и у вас има „горещи глави“, които гледат само на Запад“, Живков продължава да опитва да следва старите норми на отношения със СССР: „Живков непрекъснато търсеше западен опит и правеше безуспешни опити да го „присади“... нищо не излизаше, защото той следеше да не се разминем с официалната съветска оценка“ (К. Чакъров), което се оказва пречка за въвеждането на новите политически отношения за самостоятелни решения на отделните държави: „което става у вас, във всяка една страна, е въпрос на съответната страна, на съответния народ... Нямаме никакви претенции и ви желаем успех във всички ваши начинания“ (Горбачов).
През есента на 1989 г. Живков прави опити да посети Москва, но те са отхвърлени от Горбачов, което е изтълкувано от ръководството на БКП като сигнал, че той е в немилост пред съветското правителство. На 24 октомври външният министър Петър Младенов изпраща остро критично към диктатора писмо до партийното ръководство и два дни по-късно подава оставка. Открито се обявява срещу Живков и свързвания с Москва Андрей Луканов, който привлича на своя страна министър-председателя Георги Атанасов и военния министър Добри Джуров. Те са подкрепяни от съветския посланик генерал Виктор Шарапов.

## Заседание на Политбюро, 9 ноември
На 9 ноември 1989 година на заседание на Политбюро Тодор Живков подава оставка като генерален секретар на БКП след организиран от съветското посолство натиск, както и от страна на неговите най-близки съпартийци Йордан Йотов, Добри Джуров, Димитър Станишев, както и от Станко Тодоров, Гриша Филипов и Георги Атанасов.
Искането за оставка е организирано от члена на Политбюро Петър Младенов и кандидат-члена Андрей Луканов. Някои от членовете на ЦК като Милко Балев и Димитър Стоянов не са предварително информирани. Живков не подава оставка от поста председател на Държавния съвет на Народна република България (най-високата длъжност в държавата), предложението за това е направено от името на Политбюро.
Новината започва да се разпространява неофициално.

## Пленум на ЦК, 10 ноември
На пленума вземат участие членове и кандидат членове на ЦК на БКП, Секретаря на БЗНС и Секретарите на Постоянното присъствие на БЗНС, завеждащ отдели на ЦK на БКП, Министри и председатели на областните народни съвети (съобщение на БТА в „Работническо дело“ 11 ноември 1989 г.).
В дневния ред на Ноемврийския пленум са поставени 2 точки. Първата е доклад на Тодор Живков за актуалната обстановка в страната и необходимостта от преустройство на икономиката „по посока на пазарния механизъм, съчетан с планово начало“, а втората е оставката на генералния секретар на ЦК на БКП. Живков произнася встъпителното слово, след което ЦК одобрява доклада му.
На следобедното заседание на пленума членовете на Централния комитет приемат оставката на Живков, без да му дадат възможност за заключителни думи, и утвърждават Петър Младенов на поста Генерален секретар на ЦК на БКП. Въпреки опитите на Живков да остане председател на Държавния съвет като гаранция за постепенен преход, пленумът предлага на Народното събрание да го освободи и от този пост.

## Последвали събития

### Заседание на НС, 17 ноември
На 17 ноември, на заседание на Народното събрание, предавано пряко по телевизията, Петър Младенов е избран за председател на Държавния съвет. В придобила за времето си популярност реч Славчо Трънски критикува Живков и най-близките му сътрудници. Парламентът премахва от Наказателния кодекс текстовете, криминализиращи критиката към правителството.

### Обществена реакция на промените

#### Първи свободен митинг, 18 ноември
На 18 ноември се провежда първият свободен митинг, организиран от т. нар. неформални организации, начело с КТ „Подкрепа“ и „Екогласност“, на площада пред Храм-паметника „Свети Александър Невски“.

#### Следващи митинги
Опозицията не се задоволява с Ноемврийския пленум, понеже пленумът не взема никакви решения относно политическия плурализъм и ролята на БКП. В резултат на това на 9 декември в София и други градове се провеждат нови улични демонстрации с искания за оставка на Петър Младенов и замяната му с Желю Желев. Планират се нови митинги. Начело на движението застава Съюзът на демократичните сили, учреден на 7 декември.

#### Пленум на ЦК, 11 – 13 декември
На 11 – 13 декември Централният комитет на БКП взема решение за курс към парламентарна демокрация и предлага отмяна на чл. 1 от Конституцията, регламентиращ монопола на партията върху властта.

#### Митинг, 14 декември 1989
На 14 декември пред парламента се провежда митинг, свикан от опозицията, участниците в който настояват за ускорено премахване на чл. 1 и деполитизация на държавните институции. В парламента по това време се обсъжда премахването на член 1, ал. 2 и 3 от конституцията на НРБ, регулираща абсолютната власт на БКП.
Вечерта Петър Младенов прави неуспешен (поради освиркване) опит за обръщение към насъбралите се за съблюдаване на реда. Завършва го с думите: „С този екстремизъм ще докарате България до пропастта“. На влизане обратно в парламентарната сграда, афектиран от случващото се, се обръща лично към Добри Джуров и Минчо Йовчев с репликата „По-добре танковете да дойдат!“. Тази реплика става причина за оставката му на 6 юли 1990 г. след политическия натиск, включително от Андрей Луканов. Петър Младенов не признава да е изричал тази реплика.

#### Национална кръгла маса, януари – май 1990
На 3 и 4 януари се провеждат „предварителни консултации“ между представители на опозицията и ръководството на БКП за свикването на „Национална кръгла маса“, която да очертае рамките на мирния преход". Кръглата маса започва заседания, които продължават от 16 януари до 15 май 1990. Освен премахването на чл. 1 от старата конституция е договорено разпускането на политическата полиция (част от бившата Държавна сигурност), деполитизиране на армията, разпускане на организациите на БКП по месторабота. Премахнат е Държавният съвет и на негово място е учредена президентска институция. Взето е и решение за свикване на Велико народно събрание със задачата да изработи нова конституция.

#### Заседание на НС, 15 януари 1990
Съгласно изискването на член 143 от Конституцията Народното събрание гласува отмяната на член първи на 15 януари 1990 г., месец след внасянето на предложението.

#### Арест на Т. Живков, 18 януари
На 18 януари 1990 г. бившият пръв партиен и държавен лидер Тодор Живков е арестуван.

#### Първи многопартийни избори
Първите свободни и демократични избори (без доминиране на БКП) след повече от 45 г. се провеждат на 10 и 17 юни 1990 г.

### Национална стратегия „Ран-Ът“
По молба на българското правителство от 1990 г. (в лицето на премиера Андрей Луканов) комисия от Националната търговска камара на САЩ, начело с Ричард Ран, изготвя национална стратегия за преход към пазарна икономика.
След като второто правителство на Луканов подава оставка на 29 ноември 1990 г., реализирането на стратегията е под въпрос. Следващите правителства или отхвърлят изцяло, а според други, или приемат само някои от начертаните основни икономически реформи в стратегията, но тя така и не е изпълнена. Според Ричард Ран България прахосва седем години в политически хаос, но през 1997 г. започва реални реформи, които се ускоряват при правителството на Симеон Сакскобургготски с финансов министър Милен Велчев.

## Мнения и оценки
Двадесет години след Десетоноемврийския преврат и десет години след смъртта на Тодор Живков, само 30% от младите българи смятат, че при демокрацията и пазарната икономика се живее по-добре, отколкото при социализма. В България цари общо усещане за несигурност и носталгия по миналото. Всеки четвърти българин не вярва, че някога ще дойдат по-добри времена, а 15% от младите (между 18 – 34 г.) не отричат, че при определени обстоятелства авторитарен режим би бил по-удачно решение.
- Свалянето на Живков от власт на 10 ноември 1989 г. е извършено с цел да се удържи властта, но на практика дава начало на верижна реакция, довела до сриване на тоталитарната държава.[36] (Михаил Груев, историк)
- Промяната във властта е извършена от хора, чиято цел е да либерализират режима на БКП, но са далеч от мисълта за отказ от ръководната роля на партията или за промяна на икономическите отношения.[37] (Искра Баева, историк)
- Промените в България не започват на 10 ноември, а със създаването на политическата опозиция в началото на 1988 г. Ноемврийският пленум е „вътрешнопартиен преврат“, неуспешен опит на БКП да задържи „стратегическата инициатива“ за себе си.[25][38] (Желю Желев, лидер на СДС (1989 – 1990), президент (1990 – 1997)
- Ключов фактор в събитията е позицията на Кремъл. С дискретната логистична подкрепа от Москва става възможно Живков да подаде оставка в Политбюро без видима съпротива. Приемането на оставката му от Централния комитет на следващия ден (10 ноември) е чиста формалност.[39] (Йордан Баев, историк)
- Промяната на тази дата (10 ноември) не доведе до смяна на властта. Тя запази своя социалистически характер... Пълзящата смяна и преврат се извърши... за периода от януари до юни 1990 г. Носеща конструкция на този преврат бе т. нар. Кръгла маса.[40] (Костадин Чакъров, сътрудник на Т. Живков)